# رادیکا ساراتکومار
رادیکا ساراتکومار (به انگلیسی: Raadhika Sarathkumar) بازیگر هندی است.
از فیلم‌هایی که وی در آن نقش داشته‌است می‌توان به دختران زیبا، شوهران حیله‌گر اشاره کرد.

## فیلم‌شناسی
فهرست برخی از فیلم‌هایی که رادیکا ساراتکومار در آنها به ایفای نقش پرداخته‌است:
- دختران زیبا، شوهران حیله‌گر
- نیزه سه‌شاخه
- سینگام ۳
- دعا
- هر کس سرنوشت خود را دارد
- من هم یک یاغی هستم
- ساگونی
- ساروجا
- روزی در چنای
- پاویترا
- صدا
- پسر طلایی (۲۰۱۵)
- جرقه (۲۰۱۶)
- دارما دوری (۲۰۱۶)
- اتاق خواب پادشاه ۲ (۲۰۱۷)
- عشق امروز (۲۰۲۲)
- پادشاه اشرافی (۲۰۲۲)
- فیل (۲۰۲۲)
- بدو عزیزم بدو (۲۰۲۳)
- برابر ماه زیبا ۲ (۲۰۲۳)
- اصلی و بدلی (۱۹۸۶)